# Felsőkaznacs
Felsőkaznacs település Romániában, Szilágy megyében.

## Fekvése
Szilágysomlyótól délnyugatra, Márkaszék és Szilágycseres közt fekvő település.

## Története
Felsőkaznacs Árpád-kori település, mely már 1205-1235 között említve volt a Váradi regestrumban, Coznis néven.
1341-ben Coznic, Koznich, Alsókaznach és Felsewkaznach, 1441-ben Kaznach néven írták nevét.
Kaznacs településből négy volt az akkori Kraszna vármegyében: Alsó-, Középső-, Felső- és Magyarkaznacs. Azonban az 1800-as évek végén már csak kettő; Alsókaznacs és Felsőkaznacs maradt meg.
1341-ben a váradi káptalan Károly Róbert királynak küldött jelentése szerint Kaznacs birtokosai  Sadayn (Sadan) fiai Mezei (de Mezew) Miklós és Jakab voltak.
1525-től az Ippi család birtoka volt.
1590-ben Kaznacs település Valkóvár tartozéka volt.
1598-ban Ippi László utódnélküli halála után a falut Báthory Zsigmond a rokon Ippi Bideskuti családnak ajándékozta.
1638-ban Alsó- és Felsőkaznacs birtokon osztozkodtak Bánffy Mihály és Károlyi Eufrosina gyermekei, valamint özvegye Kapy Judit és gyermekei.
1759-ben Kaznacs birtokot két egyenlő részre osztotta Bánffy Ferenc és Boldizsár.
1847-ben 400 lakosa volt, ebből 398 görögkatolikus, 2 izraelita volt.
1890-ben 395 lakosából 21 magyar, 2 német, 372 román volt, melyből 2 római katolikus, 369 görögkatolikus,  24 izraelita. A házak száma 84 volt.
Felsőkaznacs a trianoni békeszerződés előtt Szilágy vármegye Szilágysomlyói járásához tartozott.

## Nevezetességek
- Görögkatolikus fatemploma - Szent Arkangyalok tiszteletére szentelték fel.